# Berzeviczy Gergely
Berzeviczei és kakaslomniczi Berzeviczy Gergely (Kakaslomnic, 1763. június 15. – Kakaslomnic, 1822. február 23.) felvilágosult szellemű magyar közgazdasági író, evangélikus egyházkerületi felügyelő.

## Élete
A késmárki evangélikus líceumban szerzett ügyvédi diplomát 1783-ban, majd 1786-ig a göttingeni egyetemen tanult. Beutazta Németországot, Franciaországot, Belgiumot és Angliát. Hazatérte után gyakornoki állást kapott a Helytartótanácsnál. Állami hivatalnokként utazásai során szerzett tapasztalatai alapján kialakult reformelképzeléseit benyújtotta II. József császárnak, de próbálkozásai eredménytelenek maradtak.
Kapcsolatban állt a magyar jakobinus mozgalommal, Verseghy Ferenccel, Hajnóczy Józseffel, Orczy Lászlóval, Szentmarjay Ferenccel és Kazinczy Ferenccel. 1795-ben a Martinovics Ignác-féle jakobinus összeesküvés bukása utáni megtorlástól félve visszavonult és tudományos munkássággal, illetve gazdasága irányításával foglalkozott. Az elsők között vette észre, hogy Magyarországon a feudális viszonyok gátolják a haladást. Éles bírálatban hívta fel a nemesség figyelmét a jobbágyság kizsákmányolására. De commercio et industria Hungariae könyve volt Magyarországon az első olyan közgazdasági munka, amely Adam Smith elméleteinek hatását mutatta. De conditione et indole rusticorum in Hungaria című munkájában magyar kutatók közül elsőként hasonlította össze egymással Európa paraszti lakosságát. A magyar jobbágyság történetének vizsgálatával a történeti néprajz úttörője volt.
Szót emelt Magyarország függetlenségéért, s tanulmányozta a magyar-észak-európai kereskedelem lehetőségeit, személyesen járt Varsóban és Danzigban ezt vizsgálva.
1801-ben a tiszai evangélikus egyházkerület egyházkerületi felügyelővé választotta, ezt a tisztséget haláláig viselte. 1802-ben munkássága elismeréséül a Göttingeni Tudós Társaság tagjai közé választotta.
Nevét viseli a miskolci Berzeviczy Gergely Kereskedelmi és Vendéglátóipari Szakközépiskola és a budapesti Berzeviczy Gergely Külkereskedelmi és Két Tanítási Nyelvű Közgazdasági Szakközépiskola.

## Főbb művei

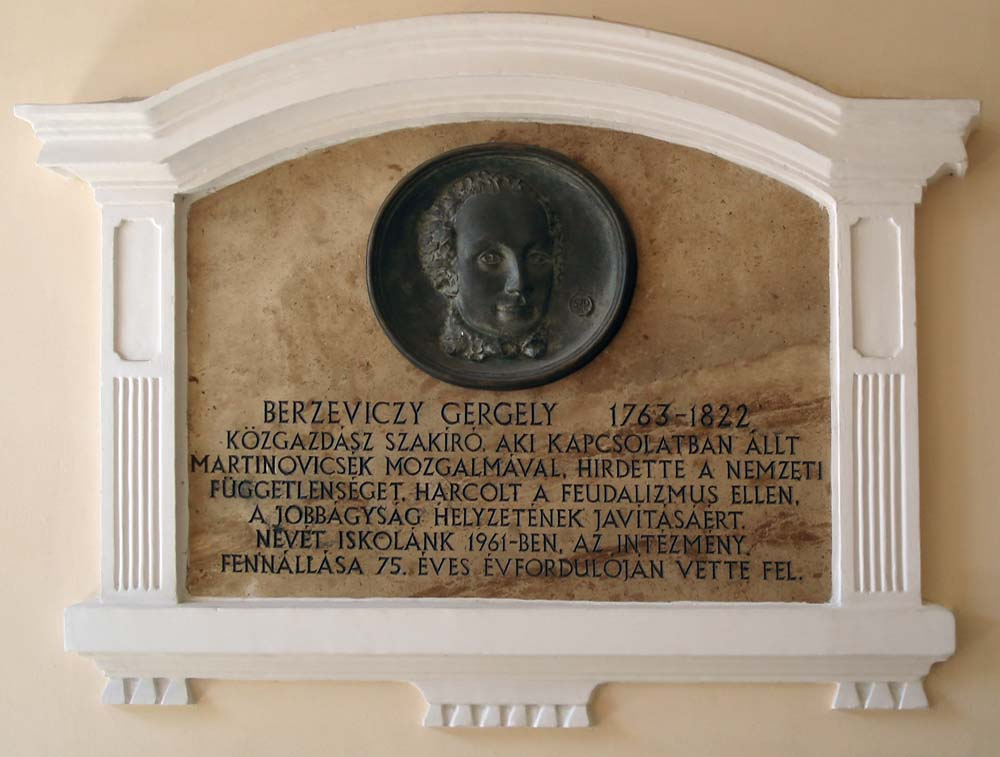
Domborműves emléktáblája Miskolcon

- De commercio et industria Hungariae (Lőcse, 1797)
- De conditione et indole rusticorum in Hungaria (Lőcse, 1806)
- Notizen über das Zipser Komitat in Ungarn Vaterländer Blätter (1810)
- Oeconomica Publico Politica etc. (1818, Kiadva: Budapest 1902; fordította és kiadta Gaál Jenő)
- Die Karpathen in Ungern, ihre natürliche Beschaffenheit, ihre Naturerscheinungen, ihre Seen und Thäler, Thiere, Pflanzen und Mineralien, in: Sartori Franz: Oesterreichs Tibur (Bécs, 1819)
- Die merkwürdigen Karpathen in Ungarn in: Sartori Franz: Naturwunder und ausserordenliche Naturerscheinungen unserer Zeit in dem österr. Kaiserthum  (Graz, 1821)
- Nachrichten über den jetzigen Zustand der Evangelischen in Ungarn (Lipcse, 1822) Online